# Uropoda gressitti
Uropoda gressitti es una especie de arácnido del orden Mesostigmata de la familia Uropodidae.

## Distribución geográfica
Se encuentra en las Islas Georgias del Sur.